# Jerzy Neyman
Jerzy Neyman (Tighina, 16 aprile 1894 – Berkeley, 5 agosto 1981) è stato uno statistico polacco.

## Biografia
La sua famiglia, di origine polacca, era stata deportata in Moldavia in seguito ai moti antizaristi del 1863. Inizialmente frequenta la scuola a Sinferopoli per poi passare nel 1906 a Charkiv. Nel 1910 comincia gli studi di matematica e fisica presso l'università di Charkiv, durante i quali si interessa dei lavori di Karl Pearson e della teoria della misura sviluppata nei lavori di Henri Léon Lebesgue.
Negli anni della rivoluzione d'ottobre viene arrestato, e nel 1921 giunge in Polonia grazie ad uno scambio di prigionieri.
Comincia la sua attività di statistico presso l'Istituto Nazionale per l'Agricoltura di Bydgoszcz e qui conclude nel 1923 il suo dottorato.
Nel 1924 giunge con una borsa di studio all'University College di Londra diretto da Karl Pearson e dove incontra e si fa apprezzare da altri personaggi chiave per la statistica: Ronald Fisher, William Sealy Gosset, Egon Pearson.
Nel 1925 segue dei corsi a Parigi, tra l'altro corsi di Lebesgue, Jacques Hadamard e Émile Borel.
Torna in Polonia dove dirige fino al 1934 il dipartimento di statistica dell'Istituto Nencki di biologia sperimentale. Nel 1934 diventa professore associato nel dipartimento di statistica applicata all'University College.
Nel 1938 si trasferisce all'Università di Berkeley della California, in parte per la proposta di creare un dipartimento di statistica e in parte per sfuggire alla tensione politica crescente che sarebbe culminata l'anno dopo nella seconda guerra mondiale.
Crea la Bernoulli Society, sezione dell'Istituto Internazionale di Statistica.
Nel 1968 gli è stato assegnato il Premio Samuel S. Wilks.

## Contributi alla Statistica
Il periodo che va dal 1928 al 1938 è quello più fecondo per la statistica. Assieme a Egon Pearson getta le basi per la teoria dei test statistici introducendo il concetto e la notazione di ipotesi nulla H0, nonché, nel 1933, il principio noto come lemma fondamentale di Neyman-Pearson riguardante la potenza dei test.
Nel 1934, con un contributo davanti alla Royal Statistical Society il 19 giugno, crea la teoria moderna delle indagini campionarie, distinguendo il campionamento ragionato dal campionamento casuale basandosi anche sui risultati dei lavori di C.Gini e L.Galvani riguardanti il censimento della popolazione fatto in Italia nel 1921.
Nel succitato contributo alla Royal Stat. Soc. introduce, senza sviluppare, il concetto di intervallo di confidenza, che svilupperà in dettaglio nel 1937 nell'ambito della teoria dei test. Il diverso approccio di R.A.Fisher gli procura da parte di questo ripetuti attacchi, facendo sì che i rapporti tra i due cessino (non rispondeva mai agli attacchi di Fisher, salvo nel 1961 ricordare ironicamente le nozze d'argento della disputa con Fisher).
In statistica è ricordato esplicitamente con l'allocazione di Neyman nell'ambito delle dimensioni ottimali dei campioni statistici in presenza di una funzione dei costi. Questa formula venne da lui descritta nel 1934, senza sapere che Aleksandr A. Čuprov l'aveva usata già nel 1920.

## Opere
- On the Use and Interpretation of certain Test Criteria for the Purposes of Statistical Inference (coautore Egon Pearson in Biometrika, 1928)
- On the Problem of the Most Efficient Tests of Statistical Hypotheses (coautore Egon Pearson, 1933)
- On the two different aspects of the representative method: the method of stratified sampling and the method of purposive selection (in Journal of the Royal Statistical Society, 1934)
- On the Problem of Confidence Intervals (1935)
- Outline of a Theory of Statistical Estimation Based on the Classical Theory of Probability (1937)
- Contribution to the theory of sampling human populations (in Journal of the American Statistical Association, 1938)